# Ready for the Weekend
Albums de Calvin Harris
I Created Disco
(2007) 18 Months
(2012)
Singles
1. I'm Not Alone
Sortie : 6 avril 2009
2. Ready for the Weekend
Sortie : 9 août 2009
3. Flashback
Sortie : 2 novembre 2009
4. You Used to Hold Me
Sortie : 8 février 2010

Ready For The Weekend  est le deuxième album du DJ et chanteur écossais Calvin Harris, sorti le 12 octobre 2009 et précédé par les singles I'm Not Alone et Ready for the Weekend. Il est certifié disque d'or le 16 octobre 2009 au Royaume-Uni par la BPI.

## Histoire de l'album
En avril 2008, Harris a déclaré que la seule copie existante de son prochain album sur lequel il avait travaillé pendant sept mois, a été perdue lorsque le sac contenant son ordinateur portable a été égaré pendant les problèmes de manutention des bagages à l'ouverture du terminal de l'aéroport d'Heathrow. Dans une interview en Avril 2009, Harris a reconnu que, même s'il a perdu ses bagages à Heathrow, il menti sur le fait que l'ordinateur n'était pas dans ses bagages et que cette mésaventure lui avait permis de retarder la date de sortie de l'album et ainsi avoir plus de temps pour terminer l'enregistrement de l'album, ajoutant que l'idée a été concoctée par lui et son ingénieur du son.
Là où l'album précédent, I Created Disco était bien plus rétro, ce second opus livre des sons beaucoup plus éclectiques, Calvin Harris s'orientant vers des tonalités dancefloor sur I'm Not Alone tout en conservant sa patte pop et ses synthés empruntés aux consoles 8-bits et 16-bits. Dans l'ensemble, l'album se montre très inspiré des tubes eurodance des années 90, notamment sur les titres Dance Wiv Me et Ready for the Weekend.

## Liste des pistes
Toutes les chansons sont écrites et composées par Calvin Harris.
| No  | Titre                                                     | Durée |
| --- | --------------------------------------------------------- | ----- |
| 1.  | The Rain                                                  | 4:36  |
| 2.  | Ready for the Weekend                                     | 3:37  |
| 3.  | Stars Come Out                                            | 4:28  |
| 4.  | You Used to Hold Me                                       | 3:51  |
| 5.  | Blue                                                      | 3:41  |
| 6.  | I'm Not Alone                                             | 3:31  |
| 7.  | Flashback                                                 | 3:49  |
| 8.  | Worst Day (avec Izza Kizza)                               | 3:46  |
| 9.  | Relax                                                     | 3:49  |
| 10. | Limits                                                    | 3:42  |
| 11. | Burns Night                                               | 2:20  |
| 12. | Yeah Yeah Yeah La La La                                   | 3:17  |
| 13. | Dance wiv Me (Dizzee Rascal avec Calvin Harris et Chrome) | 4:24  |
| 14. | 5iliconeator                                              | 3:29  |

| 15. | Greatest Fear                           | 6:20 |
| 16. | I'm Not Alone" (deadmau5 Mix) (US only) | 8:15 |

| 15. | Ready for the Weekend (High Contrast Remix) | 5:42 |
| 16. | Ready for the Weekend (Fake Blood Remix)    | 5:40 |
| 17. | I'm Not Alone (Tiësto Remix)                | 6:41 |
| 18. | I'm Not Alone (☆Taku Takahashi Remix)       | 5:50 |

## Performance dans les hit-parades
| Classement (2009)                           | Meilleure position |
| ------------------------------------------- | ------------------ |
| Australie Albums Chart                      | 39                 |
| Belgique Alternative Albums Chart (Flandre) | 47                 |
| Belgique Albums Chart (Wallonie)            | 74                 |
| Europe Top 100 Albums                       | 9                  |
| France Albums Chart                         | 139                |
| Irlande Album Chart                         | 6                  |
| Royaume-Uni Album Chart                     | 1                  |
| Royaume-Uni Dance Albums Chart              | 1                  |
| États-Unis Dance/Electronic Albums          | 12                 |
| États-Unis Heatseekers Albums               | 22                 |

| Pays            | Certification |
| --------------- | ------------- |
| Royaume-Uni BPI | Or            |

## Historique de sortie
| Pays        | Date              | Label                             | Format                     |
| ----------- | ----------------- | --------------------------------- | -------------------------- |
| Australie   | 14 août 2009      | Sony Music                        | CD, Téléchargement digital |
| Irlande     | 14 août 2009      | Fly Eye Records, Columbia Records | CD, Téléchargement digital |
| Royaume-Uni | 17 août 2009      | Fly Eye Records, Columbia Records | CD, Téléchargement digital |
| États-Unis  | 18 août 2009      | Ultra Records                     | Téléchargement digital     |
| Japon       | 26 août 2009      | Sony Music                        | CD, Téléchargement digital |
| Allemagne   | 25 septembre 2009 | Ministry of Sound                 | CD, Téléchargement digital |
| États-Unis  | 6 octobre 2009    | Ultra Records                     | CD                         |